# Socjalistyczna Prowincja Autonomiczna Wojwodina
Socjalistyczna Autonomiczna Prowincja Wojwodina (serb.-chorw. Социјалистичка Аутономна Покрајина Војводина / Socijalistička Autonomna Pokrajina Vojvodina) – była prowincją autonomiczną wchodzącą w skład Socjalistycznej Federalnej Republiki Jugosławii. Stolica mieściła się w Nowym Sadzie. Prowincja graniczyła z SR Serbii, SR Chorwacji oraz SR Bośni i Hercegowiny wchodzącymi w skład Jugosławii, a także z Węgierską RL oraz SR Rumunii.
W 1945 utworzono Autonomiczną Prowincję Wojwodiny w składzie Socjalistycznej Republiki Serbii. Do 1963 roku oficjalnie nazwa to Autonomiczna Prowincja Wojwodina W 1974 konstytucja Jugosławii rozszerzyła znacząco autonomię Wojwodiny, przyznając jej m.in. prawo do własnego rządu. W sierpniu 1990 roku rząd serbski ograniczył autonomię do stanu sprzed 1974 r.

## Przywódcy

### Prezydenci
- Nikola Grulović (1943–1944)
- Jovan Veselinov (1944–1947)
- Luka Mrkšić (1947–1952)
- Luka Mrkšić (1953)
- Stevan Doronjski (1953–1963)
- Radovan Vlajković (1963–1967)
- Ilija Rajačić (1967–1973)
- Sreten Kovačević (1973–1974)
- Radovan Vlajković (1974–1981)
- Predrag Vladisavljević (1981–1982)
- Danilo Kekić (1982–1983)
- Đorđe Radosavljević (1983–1984)
- Nandor Major (1984–1985)
- Predrag Vladisavljević (1985–1986)
- Đorđe Radosavljević (1986–1988)
- Nandor Major (1988–1989)
- Jugoslav Kostić (1989–1991)

### Prezydenci parlamentu (szefowie rządu)
- Aleksandar Šević (1945–1948)
- Luka Mrkšić (1948–1953)
- Stevan Doronjski (1953)
- Stevan Doronjski (1953–1962)
- Đurica Jojkić (1962–1963)
- Ilija Rajačić (1963–1967)
- Stipan Marušić (1967–1971)
- Franjo Nađ (1971–1974)
- Nikola Kmezić (1974–1982)
- Živan Marelj (1982–1986)
- Jon Srbovan (1986–1989)
- Sredoje Erdeljan (1989)
- Jovan Radić (1989–1991)